# Lugny, Saône-et-Loire
Lugny este o comună în departamentul Saône-et-Loire, Franța. În 2009 avea o populație de 928 de locuitori.

## Evoluția populației
| An        | 1975 | 1982 | 1990 | 1999 | 2006 | 2009 |
| --------- | ---- | ---- | ---- | ---- | ---- | ---- |
| Populație | 734  | 725  | 728  | 798  | 888  | 928  |